# Antonovo
Antonovo (bulgariska: Антоново) är en ort i Bulgarien.   Den ligger i kommunen Obsjtina Antonovo och regionen Tărgovisjte, i den centrala delen av landet, 240 kilometer öster om huvudstaden Sofia. Antonovo ligger 481 meter över havet och antalet invånare är 1 543.